# Kyffhäuser-Gymnasium
Das Kyffhäuser-Gymnasium in Bad Frankenhausen ist eines von drei Gymnasien im Kyffhäuserkreis.
Die Schule bestand bis 2019 aus zwei Häusern und hat insgesamt 575 Schüler, die von etwa 45 Lehrkräften unterrichtet werden. Zu den Partnerschulen zählt das Lycée in Wingles, Nordfrankreich.
Im Schuljahr 2016/17 war das Gymnasium anerkannte Praktikumsschule der Friedrich-Schiller-Universität Jena für angehende Lehrkräfte. Seit 2017 ist das Gymnasium anerkannte MINT-Schule.
Von 2017 bis 2019 wurde ein neues Schulgebäude in der Bahnhofstraße gebaut. Am 5. Juli 2019 erfolgte der Umzug; das Schulgebäude wurde am 23. August 2019 offiziell eingeweiht.